# Snøkallen
Der Snøkallen (norwegisch für Schneemann) ist ein Hügel bzw. Nunatak im ostantarktischen Königin-Maud-Land. Er ragt 5 km südsüdöstlich der Snøkjerringa an der Ostseite des Ahlmannryggen auf.
Norwegische Kartografen, die den Hügel auch benannten, nahmen anhand von Luftaufnahmen und Vermessungen der Norwegisch-Britisch-Schwedischen Antarktisexpedition (1949–1952) eine Kartierung vor.